# FK Chinnik Iaroslavl
Maillots
Le Futbolny klub Chinnik, plus couramment appelé Chinnik Iaroslavl (russe : «Шинник» Ярославль), est un club de football russe basé à Iaroslavl.
Fondé en 1957, il devient rapidement un habitué de la deuxième division soviétique, au sein de laquelle il évolue de manière quasi-perpétuelle. Il évolue notamment une saison dans l'élite en 1964 et connaît une brève descente en troisième division en 1970. Ces deux années étant les seules qu'il passe hors du deuxième échelon au cours de l'ère soviétique.
Promu en première division russe en 1992 après la disparition de l'Union soviétique, le Chinnik retombe rapidement en deuxième division mais effectue par la suite plusieurs fois l'ascenseur au cours des années 1990 et 2000, participant même par deux fois à la Coupe Intertoto en 1998 et 2004. Il connaît sa dernière relégation à l'issue de la saison 2008 et évolue depuis au sein de la deuxième division russe, avec un bref passage au troisième échelon lors de la saison 2021-2022.

## Histoire

### Période soviétique (1957-1991)
Fondé en 1957 à l'usine de pneumatiques de Iaroslavl, le club se nomme alors Khimik et intègre directement la deuxième division soviétique la même année. Après sept années à ce niveau, durant lesquels il adopte l’appellation Chinnik à la demande des supporters en 1960, il termine premier du deuxième échelon en 1963 et découvre la première division lors de la saison 1964. Son passage est cependant bref, l'équipe terminant avant-dernière et largement relégable à l'issue de la saison.
Par la suite, le Chinnik devient un acteur régulier du deuxième échelon où se maintient pendant le reste de sa période soviétique, avec l'exception d'un bref passage en troisième division en 1970. Il échoue cependant à s'y démarquer comme un concurrent à la montée, ne faisant mieux qu'une quatrième place en 1979 et 1981 et passe même proche de la relégation en 1980, mais se maintient de manière générale dans le milieu de classement.

### Période russe (depuis 1992)

#### Passages dans l'élite (1992-2008)

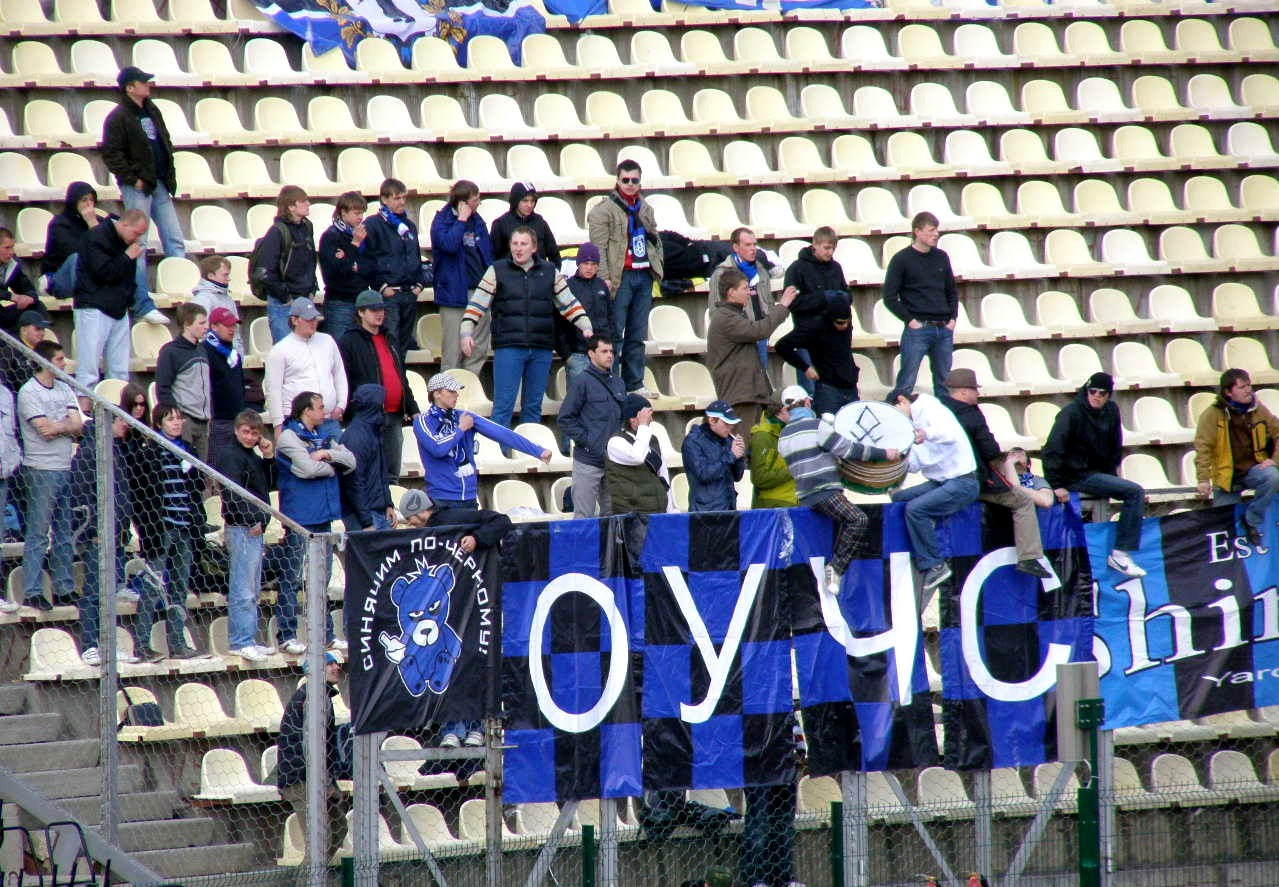
Supporters du Chinnik en 2008.

Après la fin des compétitions soviétique en 1991, le club est intégré directement au sein de la nouvelle première division russe en 1992. Il n'y reste cependant qu'une seule saison, terminant dix-neuvième et relégable en fin d'année avec près de treize points de retard sur le maintien. Il passe par la suite quatre années en deuxième division, se plaçant trois années dans les six premières places avant d'atteindre la deuxième position à l'issue de la saison 1996, à un point du Dinamo-Gazovik Tioumen, ce qui lui permet de retrouver l'élite pour la saison 1997. Il s'y démarque comme la grande surprise de l'année, terminant quatrième au classement avec 55 points à la fin du championnat, ce qui lui permet de se qualifier pour le deuxième tour de la Coupe Intertoto 1998, où il parvient à défaire les Finlandais du TPS Turku avant de chuter face au club espagnol de Valence. Ses performances retombent cependant très vite dans les années qui suivent, et après une quatorzième place en 1998, le Chinnik termine seizième et dernier l'année suivante et retombe au deuxième échelon.
Après une quatrième position en 2000, le club remporte le championnat dès l'année suivante et retrouve ainsi rapidement l'élite. Ce nouveau passage est cette fois plus long et régulier, celle-ci terminant septième en 2002 puis cinquième l'année suivante, ce dernier classement lui permettant de prendre à nouveau part à la Coupe Intertoto, avec un parcours relativement similaire à sa première participation, le Chinnik éliminant cette fois les Tchèques du FK Teplice avant de tomber face aux Portugais de l'União de Leiria. Après une sixième place, ainsi qu'une demi-finale de Coupe de Russie en 2004, le club rechute à nouveau au classement, finissant neuvième l'année suivante avant de terminer largement dernier avec onze points à l'issue de la saison 2006. Il fait très vite dès 2008 après avoir remporté le championnat de deuxième division de 2007, mais retombe tout aussi vite en terminant cette fois avant-dernier.

#### Stagnation dans les divisions inférieures (depuis 2009)
Par la suite, le Chinnik échoue à se replacer comme un prétendant régulier à la montée, malgré une quatrième place lors de la saison 2011-2012, lui permettant de prendre part aux barrages de promotion où il est largement battu par le FK Rostov sur le score de 4-0. Lors des autres saisons, il tend à se maintenir dans le milieu de classement. Durant cette période, il atteint à nouveau la demi-finale de la Coupe de Russie en 2018, où il est éliminé par l'Avangard Koursk, un autre club de deuxième division.
L'exercice 2020-2021 s'avère particulièrement difficile pour l'équipe qui connaît un très mauvais début de saison le voyant terminer la première phase du championnat en dernière position avec douze points de retard sur le maintien. Sa forme ne s'améliore pas par la suite et la relégation du club est finalement à six journées de la fin du championnat. Il descend ainsi en troisième division pour la première fois depuis 1970. Ce passage à l'échelon inférieur s'avère de courte durée tandis que le Chinnik sort largement vainqueur du groupe 2 à l'issue de la saison suivante pour retrouver la deuxième division, confirmant sa montée avec quatre matchs restants.

## Bilan sportif

### Palmarès
| Période russe | Période soviétique |
| --- | --- |
| - Championnat de Russie - Quatrième : 1997. - Coupe de Russie - Demi-finaliste : 2004 et 2018. - Championnat de Russie de D2 (2) - Champion : 2001 et 2007. - Vice-champion : 1996. - Championnat de Russie de D2 (2) - Vainqueur de groupe : 2022. | - Championnat d'Union soviétique - Seizième : 1964. - Coupe d'Union soviétique - Quart de finaliste : 1964 et 1966. - Championnat d'Union soviétique de D2 (1) - Champion : 1963. - Vainqueur de groupe : 1962. - Championnat d'Union soviétique de D3 - Vainqueur de groupe : 1970. |

### Classements en championnat
La frise ci-dessous résume les classements successifs du club en championnat d'Union soviétique.
La frise ci-dessous résume les classements successifs du club en championnat de Russie.

### Bilan par saison
Légende
- Promotion en division supérieure
- Relégation en division inférieure

#### Période soviétique
| Saison | Championnat | Championnat | Championnat | Championnat | Championnat | Championnat | Championnat | Championnat | Championnat | Championnat | Coupe d'URSS          |
| Saison | Division    | Pos         | Pts         | J           | V           | N           | D           | BP          | BC          | Diff        | Coupe d'URSS          |
| ------ | ----------- | ----------- | ----------- | ----------- | ----------- | ----------- | ----------- | ----------- | ----------- | ----------- | --------------------- |
| 1957   | 2e Zone 1   | 13e         | 26          | 34          | 8           | 10          | 16          | 46          | 50          | -4          | Demi-finales Q        |
| 1958   | 2e Zone 2   | 8e          | 34          | 30          | 14          | 6           | 10          | 41          | 37          | +4          | Huitièmes de finale Q |
| 1959   | 2e Zone 1   | 7e          | 28          | 28          | 10          | 8           | 10          | 31          | 28          | +3          | —                     |
| 1960   | 2e Russie 2 | 2e          | 38          | 28          | 13          | 12          | 3           | 58          | 24          | +34         | Demi-finales Q        |
| 1961   | 2e Russie 1 | 4e          | 31          | 24          | 13          | 5           | 6           | 55          | 27          | +28         | Finale Q              |
| 1962   | 2e Russie 1 | 1er         | 50          | 32          | 21          | 8           | 3           | 76          | 20          | +56         | Huitièmes de finale Q |
| 1963   | 2e          | 1er         | 46          | 34          | 19          | 8           | 7           | 51          | 25          | +26         | Seizièmes de finale   |
| 1964   | 1re         | 16e         | 21          | 32          | 6           | 9           | 17          | 20          | 48          | -28         | Quarts de finale      |
| 1965   | 2e          | 5e          | 35          | 30          | 14          | 7           | 9           | 36          | 23          | +13         | 32es de finale        |
| 1966   | 2e Groupe 2 | 16e         | 30          | 34          | 7           | 16          | 11          | 36          | 42          | -6          | Quarts de finale      |
| 1967   | 2e Groupe 2 | 11e         | 39          | 38          | 13          | 13          | 12          | 34          | 35          | -1          | 32es de finale        |
| 1968   | 2e Groupe 2 | 10e         | 42          | 40          | 12          | 18          | 10          | 31          | 26          | +5          | 128es de finale       |
| 1969   | 2e Groupe 1 | 6e          | 43          | 38          | 16          | 11          | 11          | 40          | 34          | +6          | Seizièmes de finale   |
| 1970   | 3e Zone 2   | 1er         | 62          | 42          | 24          | 14          | 4           | 66          | 31          | +35         | 128es de finale       |
| 1971   | 2e          | 14e         | 39          | 42          | 16          | 7           | 19          | 42          | 52          | -10         | 32es de finale        |
| 1972   | 2e          | 7e          | 40          | 38          | 15          | 10          | 13          | 39          | 44          | -5          | Seizièmes de finale   |
| 1973   | 2e          | 7e          | 34          | 38          | 16          | 8           | 14          | 48          | 41          | +7          | Seizièmes de finale   |
| 1974   | 2e          | 11e         | 36          | 38          | 11          | 14          | 13          | 50          | 53          | -3          | Seizièmes de finale   |
| 1975   | 2e          | 8e          | 39          | 38          | 12          | 15          | 11          | 48          | 42          | +6          | Huitièmes de finale   |
| 1976   | 2e          | 10e         | 38          | 38          | 15          | 8           | 15          | 41          | 39          | +2          | Seizièmes de finale   |
| 1977   | 2e          | 8e          | 41          | 38          | 14          | 13          | 11          | 50          | 44          | +6          | 32es de finale        |
| 1978   | 2e          | 12e         | 34          | 38          | 12          | 10          | 16          | 37          | 42          | -5          | Seizièmes de finale   |
| 1979   | 2e          | 4e          | 52          | 46          | 20          | 15          | 11          | 50          | 38          | +12         | Phase de groupes      |
| 1980   | 2e          | 21e         | 40          | 46          | 14          | 15          | 17          | 51          | 57          | -6          | Phase de groupes      |
| 1981   | 2e          | 4e          | 52          | 46          | 21          | 10          | 15          | 68          | 58          | +10         | Phase de groupes      |
| 1982   | 2e          | 7e          | 45          | 42          | 19          | 7           | 16          | 59          | 58          | +1          | Phase de groupes      |
| 1983   | 2e          | 18e         | 37          | 42          | 13          | 11          | 18          | 45          | 75          | -30         | 32es de finale        |
| 1984   | 2e          | 17e         | 38          | 42          | 13          | 12          | 17          | 49          | 50          | -1          | —                     |
| 1985   | 2e          | 7e          | 42          | 42          | 15          | 14          | 13          | 51          | 53          | -2          | 64es de finale        |
| 1986   | 2e          | 14e         | 44          | 46          | 16          | 14          | 16          | 41          | 45          | -4          | 32es de finale        |
| 1987   | 2e          | 14e         | 38          | 42          | 15          | 8           | 19          | 26          | 42          | -16         | 64es de finale        |
| 1988   | 2e          | 11e         | 40          | 42          | 16          | 8           | 18          | 48          | 48          | 0           | Seizièmes de finale   |
| 1989   | 2e          | 16e         | 36          | 42          | 11          | 14          | 17          | 44          | 62          | -18         | Seizièmes de finale   |
| 1990   | 2e          | 6e          | 46          | 38          | 19          | 8           | 11          | 55          | 39          | +16         | Seizièmes de finale   |
| 1991   | 2e          | 12e         | 41          | 42          | 17          | 7           | 18          | 57          | 59          | -2          | Huitièmes de finale   |
| 1991   | 2e          | 12e         | 41          | 42          | 17          | 7           | 18          | 57          | 59          | -2          | 64es de finale        |

#### Période russe
| Saison    | Championnat | Championnat | Championnat | Championnat | Championnat | Championnat | Championnat | Championnat | Championnat | Championnat | Coupe de Russie     |
| Saison    | Division    | Pos         | Pts         | J           | V           | N           | D           | BP          | BC          | Diff        | Coupe de Russie     |
| --------- | ----------- | ----------- | ----------- | ----------- | ----------- | ----------- | ----------- | ----------- | ----------- | ----------- | ------------------- |
| 1992      | 1re         | 19e         | 17          | 40          | 4           | 9           | 27          | 30          | 64          | -34         | —                   |
| 1993      | 2e Centre   | 6e          | 46          | 38          | 17          | 2           | 9           | 78          | 47          | +31         | Huitièmes de finale |
| 1994      | 2e          | 5e          | 50          | 42          | 21          | 8           | 13          | 69          | 44          | +25         | 128es de finale     |
| 1995      | 2e          | 5e          | 72          | 42          | 21          | 9           | 12          | 56          | 39          | +17         | Seizièmes de finale |
| 1996      | 2e          | 2e          | 83          | 42          | 24          | 11          | 7           | 66          | 32          | +34         | 64es de finale      |
| 1997      | 1re         | 4e          | 55          | 34          | 15          | 10          | 9           | 38          | 35          | +3          | Seizièmes de finale |
| 1998      | 1re         | 14e         | 35          | 30          | 9           | 8           | 13          | 30          | 40          | -10         | Seizièmes de finale |
| 1999      | 1re         | 16e         | 24          | 30          | 5           | 9           | 16          | 21          | 45          | -24         | Quarts de finale    |
| 2000      | 2e          | 4e          | 71          | 38          | 20          | 11          | 7           | 58          | 33          | +25         | Seizièmes de finale |
| 2001      | 2e          | 1er         | 69          | 34          | 21          | 6           | 7           | 58          | 21          | +37         | Seizièmes de finale |
| 2002      | 1re         | 7e          | 47          | 30          | 13          | 8           | 9           | 42          | 37          | +5          | Huitièmes de finale |
| 2003      | 1re         | 5e          | 47          | 30          | 12          | 11          | 7           | 43          | 34          | +9          | Seizièmes de finale |
| 2004      | 1re         | 6e          | 44          | 30          | 12          | 8           | 10          | 29          | 29          | 0           | Demi-finales        |
| 2005      | 1re         | 9e          | 38          | 30          | 9           | 11          | 10          | 26          | 31          | -5          | Quarts de finale    |
| 2006      | 1re         | 16e         | 11          | 30          | 1           | 8           | 21          | 17          | 56          | -39         | Huitièmes de finale |
| 2007      | 2e          | 1er         | 92          | 42          | 28          | 8           | 6           | 68          | 30          | +38         | Seizièmes de finale |
| 2008      | 1re         | 15e         | 22          | 30          | 5           | 7           | 18          | 25          | 48          | -23         | Seizièmes de finale |
| 2009      | 2e          | 6e          | 61          | 38          | 18          | 7           | 13          | 46          | 35          | +11         | Huitièmes de finale |
| 2010      | 2e          | 10e         | 55          | 38          | 14          | 13          | 11          | 43          | 31          | +12         | 32es de finale      |
| 2011-2012 | 2e          | 4e          | 85          | 52          | 25          | 10          | 17          | 70          | 56          | +14         | Huitièmes de finale |
| 2011-2012 | 2e          | 4e          | 85          | 52          | 25          | 10          | 17          | 70          | 56          | +14         | Seizièmes de finale |
| 2012-2013 | 2e          | 11e         | 39          | 32          | 9           | 12          | 11          | 28          | 33          | -5          | 32es de finale      |
| 2013-2014 | 2e          | 6e          | 57          | 36          | 17          | 6           | 13          | 47          | 37          | +10         | Seizièmes de finale |
| 2014-2015 | 2e          | 6e          | 53          | 34          | 12          | 17          | 5           | 44          | 33          | +11         | Huitièmes de finale |
| 2015-2016 | 2e          | 12e         | 50          | 38          | 13          | 11          | 14          | 50          | 49          | +1          | Seizièmes de finale |
| 2016-2017 | 2e          | 8e          | 54          | 38          | 15          | 9           | 14          | 41          | 39          | +2          | Seizièmes de finale |
| 2017-2018 | 2e          | 8e          | 53          | 38          | 14          | 11          | 13          | 45          | 45          | 0           | Demi-finales        |
| 2018-2019 | 2e          | 6e          | 60          | 38          | 16          | 12          | 10          | 42          | 31          | +11         | 32es de finale      |
| 2019-2020 | 2e          | 8e          | 43          | 27          | 12          | 7           | 8           | 43          | 35          | +8          | Quarts de finale    |
| 2020-2021 | 2e          | 22e         | 25          | 42          | 5           | 10          | 27          | 39          | 90          | -51         | Phase de groupes    |
| 2021-2022 | 3e Groupe 2 | 1er         | 55          | 22          | 17          | 4           | 1           | 38          | 11          | +27         | 128es de finale     |
| 2022-2023 | 2e          | 7e          | 46          | 34          | 13          | 7           | 14          | 36          | 41          | -5          | Seizièmes de finale |
| 2023-2024 | 2e          | en cours    | en cours    | en cours    | en cours    | en cours    | en cours    | en cours    | en cours    | en cours    | 16es de finale      |

### Bilan européen
Le Chinnik prend part à deux compétitions européennes au cours de son histoire : les Coupes Intertoto de 1998 et de 2004. Démarrant au deuxième tour dans les deux cas, il parvient à se qualifier aisément, respectivement face aux Finlandais du TPS Turku (5-2) et aux Tchèques du FK Teplice (4-1), avant d'être éliminé lourdement à l'issue du troisième tour, d'abord face à Valence (2-5) puis face à l'União de Leiria (2-6). 
Note : dans les résultats ci-dessous, le score du club est toujours donné en premier.
| Saison | Compétition     | Tour           | Club            | Domicile | Extérieur | Total |
| ------ | --------------- | -------------- | --------------- | -------- | --------- | ----- |
| 1998   | Coupe Intertoto | Deuxième tour  | TPS Turku       | 3 - 2    | 2 - 0     | 5 - 2 |
| 1998   | Coupe Intertoto | Troisième tour | Valence CF      | 1 - 0    | 1 - 4     | 2 - 5 |
| 2004   | Coupe Intertoto | Deuxième tour  | FK Teplice      | 2 - 0    | 2 - 1     | 4 - 1 |
| 2004   | Coupe Intertoto | Troisième tour | União de Leiria | 1 - 4    | 1 - 2     | 2 - 6 |

Légende
- Victoire ou qualification pour le tour suivant
- Match nul
- Défaite ou élimination de la compétition

## Personnalités

### Entraîneurs
La liste suivante présente les différents entraîneurs du club depuis sa fondation.
- Mikhaïl Tchourkine (1957-1958)
- Viktor Ponomariov (1959-1962)
- Anatoli Akimov (1963-1964)
- Viktor Ponomariov (1965-1966)
- Ivan Konov (janvier 1967-août 1967)
- Nikolaï Dementiev (septembre 1967-août 1968)
- Igor Netto (août 1968-décembre 1968)
- Boris Arkadiev (janvier 1969-juillet 1969)
- Ivan Mozer (juillet 1969-décembre 1969)
- Ivan Zolotoukhine (1970)
- Viktor Marienko (1971-août 1978)
- Stanislav Vorotiline (août 1978-juin 1983)
- Edouard Danilov (juin 1983-décembre 1983)
- Iouri Sevidov (1984)
- Valeri Tchistiakov (1985-1988)
- Stanislav Vorotiline (1989-juillet 1992)
- Valeri Frolov (août 1992-décembre 1992)
- Igor Voltchok (1993-1995)
- Anatoli Polossine (1996-août 1997)
- Piotr Choubine (août 1997-mai 1998)
- David Kipiani (mai 1998-novembre 1998)
- Aleksandr Averianov (novembre 1998-avril 1999)
- Benjaminas Zelkevičius (juin 1999-octobre 1999)
- Alekseï Petrouchine (décembre 1999-juin 2000)
- Aleksandr Pobegalov (juin 2000-mai 2004)
- Oleg Dolmatov (mai 2004-septembre 2006)
- Sergei Yuran (novembre 2006-avril 2008)
- Ivan Liakh (mai 2008-août 2008)
- Sergueï Pavlov (août 2008-mai 2009)
- Ivan Liakh (mai 2009-septembre 2009)
- Igor Lediakhov (décembre 2009-mai 2010)
- Aleksandr Pobegalov (mai 2010-juin 2011)
- Iouri Gazzaïev (juin 2011-décembre 2012)
- Aleksandr Pobegalov (décembre 2012-octobre 2020)
- Iouri Gazzaïev (novembre 2020-mai 2021)
- Vadim Ievseïev (juin 2021-avril 2023)
- Dmitri Voïetski (mai 2023-juin 2023)
- Dmitri Khomukha (en) (juin 2023-novembre 2023)
- Dmitri Cheryshev (décembre 2023-décembre 2024)

### Joueurs emblématiques
Les joueurs internationaux suivants ont joué pour le club. Ceux ayant évolué en équipe nationale lors de leur passage au Chinnik sont marqués en gras.
URSS/Russie
- Anatoli Isayev
- Anatoli Maslyonkin
- Nikolaï Parchine
- Valeri Kleïmionov
- Denis Boïarintsev
- Ievgueni Bushmanov
- Vladimir Bout
- Maksim Bouznikine
- Viatcheslav Daïev
- Alekseï Gerasimenko
- Sergueï Grichine
- Valeri Ketchinov
- Zaour Khapov
- Oleg Kornaukhov
- Ilia Maksimov
- Mukhsin Mukhamadiev
- Guennadi Nijegorodov
- Pavel Pogrebniak
- Dmitri Popov
- Artyom Rebrov
- Dmitri Sennikov
- Roman Sharonov
- Aleksandr Shirko
- Vladislav Ternavski
- Dmitri Vassiliev
- Artyom Ienine

Pays de l'ex-URSS
- Garnik Avalyan
- Artur Sarkisov
- Vladimir Korytko
- Aliaksandr Kulchiy
- Sergueï Omelyanchuk
- Sergueï Shtaniuk
- Alekseï Soutchkov
- Alexander Amisulashvili
- Zurab Menteshashvili
- Ruslan Baltiev
- Renat Dubinskiy
- Andrey Shkurin
- Valeriy Yablochkin
- Victor Berco
- Valeriu Catînsus
- Vladimir Cosse
- Ghenadie Olexici
- Arsen Avakov
- Rahmatullo Fuzailov
- Farkhod Vosiev
- Dmitri Khomukha
- Ilya Blyzniuk
- Yevhen Drahunov
- Yuriy Dmitrulin
- Yevhen Lutsenko
- Serhiy Serebrennikov
- Viatcheslav Chevtchuk
- Pavlo Shkapenko
- Serhiy Snytko
- Mykhailo Starostyak
- Artem Yashkin
- Victor Karpenko
- Leonid Koshelev
- Sergey Lebedev
- Aleksey Nikolaev
- Andrei Rezantsev
- Yevgeni Safonov
- Nikolai Sergiyenko
- Vladimir Shishelov

Europe
- Darko Maletić
- Emir Spahić
- Martin Kushev
- Zdravko Lazarov
- Sergei Terehhov
- Konstantīns Igošins
- Valērijs Ivanovs
- Ģirts Karlsons
- Juris Laizāns
- Valentīns Lobaņovs
- Andrejs Rubins
- Igors Stepanovs
- Armands Zeiberliņš
- Damian Gorawski
- Goran Trobok
- Darijan Matič
- Aleksandar Radosavljević

Afrique
- André Bikey
- Serge Branco

## Historique du logo
La galerie suivante liste les différents logos connus du club au cours de son existence.

Évolution du logo
1961-1994
1995-1999
depuis 2000